# イェディングFC
イェディングFC（英語: Yeading F.C.)は、イングランド・イェディングを本拠地としたサッカークラブ。2007年にヘイズFCと合併し、ヘイズ・アンド・イェディング・ユナイテッドFCとなり消滅した。

## 歴史
1960年設立されたユースチームが源流となっている。1965年にイェディングFCに改称した。1984年にシニアチームがスパルタン・リーグに参戦した事により、トップチームを保有するクラブとなった。1987年にイスミアンフットボールリーグに参戦。1990年にFAヴェイスのタイトルを獲得した。翌年に地域1部に昇格したが、1998年に降格した。
2002年にイスミアンフットボールリーグが分割されるとディヴィジョン1北に所属した。2003-04シーズンにプレミアディヴィジョンに昇格、2004年12月5日、FAカップ2回戦から勝ち上がってきたイェディングは3回戦でプレミアリーグ所属のニューカッスル・ユナイテッドFC相手に引分に持ち込む大健闘を見せた。平均観客数が137人であったイェディングが、平均観客数52000人のニューカッスルと再試合をするに際して、2300人しか入らない本拠地で行うのかどうかが議論され、最終的には1月9日にロフタス・ロードで対戦する事で決着がついた。観客1万824人の前で前半を無失点を抑えたものの、後半に2点を取られたイェディングは敗北した。このシーズンもリーグで好調であり、ナショナルリーグ・サウスに昇格した。
2007年5月18日、同じリーグに所属するヘイズFCと合併し消滅した。

## 本拠地
ザ・ウォーレン（The Warren）が本拠地であったが、この本拠地自体がヘイズとの境界線近くであった。合併後はユースやリザーブのチームが使用していた。

## 歴代所属選手
- 朴景勳 1993-94